# Kiran Shah
Kiran Shah (Nairobi, 28 de septiembre de 1956) es un actor y especialista keniata de ascendencia india que reside en Inglaterra. 
Shah vivió en Kenia hasta que tuvo doce años, cuando se trasladó a la India con su familia. Mientras vivía en la India, se interesó en las películas, y cuando su familia se trasladó a Londres, se vio envuelto en el mundo del espectáculo.

## Filmografía seleccionada

### Cine y televisión
- Superman: la película (1978)
- Superman II (1980)
- Raiders of the Lost Ark (1981)
- The Dark Crystal (1982)
- Star Wars: Episode VI - Return of the Jedi (1983)
- Greystoke, la leyenda de Tarzán, el rey de los monos
- Legend (1985)
- The Sign of Four (1987)
- Las aventuras del barón Munchausen
- Titanic (1997)
- Alicia en el país de las maravillas (1999)
- Harry Potter y la piedra filosofal (2001)
- El Señor de los Anillos: la Comunidad del Anillo (2001)
- El Señor de los Anillos: las dos torres (2002)
- El Señor de los Anillos: el retorno del Rey (2003)
- The Chronicles of Narnia: The Lion, the Witch and the Wardrobe (2005)
- Your Highness (2011)
- El hobbit: un viaje inesperado (2012)
- Star Wars: Episodio VII - El despertar de la Fuerza (2015)
- Game of Thrones (2 episodios; 2016)
- Rogue One: una historia de Star Wars (2016)
- Star Wars: Episodio VIII - Los últimos Jedi (2017)
- Han Solo: una historia de Star Wars (2018)
- Star Wars: Episodio IX - El ascenso de Skywalker (2019)

## Poesía
Además de ser un actor y especialista, Kiran es también un poeta. Su obra ha sido publicada en Gran Bretaña y Estados Unidos, y se basa en sus pensamientos, sentimientos y experiencias.